# Džodžove bizarne avanture
 (јап. ジョジョの奇妙な冒険, JoJo no Kimyō na Bōken) je manga koju je napisao i ilustrovao Hirohiko Araki. Od 2. decembra 1986. do 18. oktobra 2004. je izlazila u Weekly Shōnen Jump-u, a od 19. marta 2005. do danas u Ultra Jump-u. Radnja je podeljena na 9 delova od kojih svaki ima svoju radnju i glavnog lika iz porodice Džoustar. 
Araki je veliki ljubitelj zapadnjačke muzike i neke od likova je nazvao po svojim najdražim izvođačima. Njegova najveća inspiracija su bili rok sastavi iz 1980-ih i američki izvođač Prins. Isto tako je veliki obožavatelj Italije i visoke mode i zato svim likovima daje bizarna odela.
Serijal je imao nekoliko anime adaptacija. Najpoznatija je adaptacija David Productions-a iz 2012. koja je nedavno završila šesti deo serijala. Adaptacija sedmog dela je najavljena.

## Radnja

### Prva stvarnost

#### 1. deo:
(ファントムブラッド, 2. decembar 1986. - 13. oktobar 1987.)
Radnja je smeštena u kasnom 19. v. u Engleskoj gde mladi plemić Džonatan Džoustar dolazi u sukob sa svojim usvojenim bratom Diom Brandom koji postaje vampir nakon što misteriozna kamena maska probudi nove moći skrivene u njegovom mozgu. DžoDžo upoznaje italijanskog majstora Hamona Vila A. Zepelija i Roberta E.O. Spidvagona i zajedno s njima ide u pohod na Diovu vojsku zombija.

#### 2. deo:
(戦闘潮流 — Sentō Chōryū, 20. oktobar 1987. – 14. mart 1989.)
Džonatanov unuk Džozef koji je nasledio njegov talenat za Hamonom se seli zajedno sa svojom bakom Erinom u Njujork. Tamo saznaje kako je njegov ujak Spidvagon ubijen u iskopini u Meksiku. Džozef odlučuje istražiti njegovu smrt i tako se upleo u povratak Ljudi iz Stubova (Pillar Men) koji su napravili prvu kamenu masku koja pretvara ljude u vampire. Njihov cilj je doći do crvenog kamena "Adža" koji će ih u kombinaciji s kamenom maskom pretvoriti u savršena bića koja će zavladati svetom. Džozef se u Italiji udružuje s Zepelijevim unukom Cezarom i njegovom učiteljicom Lisom Lisom koja je nasledila crveni kamen od prethodnih majstora Hamona.

#### 3. deo:
(スターダストクルセイダース, 21. mart 1989. – 14. april 1992.)
Nakon Diovog povratka, Džotaro Kudžo (Džozefov unuk) misli da ga proganjaju zli duhovi i zato odlazi u zatvor kako ne bi naudio drugima. Džozef dolazi u Japan kako bi objasnio Džotaru da je dobio natprirodnu moć zvanu Stand zato što je Dio (koji je uzeo Džonatanovo telo) dobio Stand i sada su svi članovi njegove porodice takođe dobili Standove. Nedugo nakon toga Džotarova majka Holi pada u komu jer je psihički preslaba da bi imala Stand i počinje umirati. Džotaro, Džozef i još četvoro njihovih saputnika (Avdol, Kakjoin, Polnarev i pas Igi) koje će upoznati uz njihov put do Kaira imaju 50 dana da ubiju Dia i pomognu Holi da se vrati iz kome.

#### 4. deo:
(ダイヤモンドは砕けない — Diamond wa Kudakenai, 21. april 1992. – 21. novembar 1995.)
Radnja četvrtog dela se odvija u izmišljenom japanskom gradu Moriu u 1999. godini. Džotaro dolazi u Morio kako bi rekao Džosukeu Higašikati da je on Džozefov vanbračni sin i da će dobiti deo njegovog nasledstva. Džotaro je došao u Morio i zato što je ovde nedavno viđena strela koja ljudima pogođenima njome daje Stand, a u gradu je broj ljudi sa Standovima znatno veći od normale. S vremenom Džosuke upoznaje nove prijatelje, otkrivaju tajnu strele i kreću u potragu za misterioznim serijskim ubicom koji je glavni negativac ovog dela i po mnogima jedan od najboljih zlikovaca iz serijala.

#### 5. deo:
(黄金の風 — Ōgon no Kaze, 28. novembar 1995. – 20. mart 1999.) 
Džotaro šalje Koićija u Napulj da upozna Diovog sina Đornoa Đovanu i saznao kakva je osoba. Koići tamo otkriva da je Đorno potpuno drugačiji od svog oca i kako je njegov cilj reformirati Italijansku mafiju iz zle organizacije koja prodaje drogu deci u nešto bolje. Đorno kasnije upoznaje Bruna Bućaratija i njegovu grupu unutar mafije u kojoj svako ima svoj Stand. Nakon smrti jednog od kapoa, Bruno vodi grupu na Kapri gde se nalazi njegovo blago, gde dobijaju na zadatak dopremiti šefu njegovu ćerku Triš. Na putu se konstantno sukobljavaju s članovima suparničke mafije koji žele otkriti šefov identitet, a na kraju se sukobljavaju i sa samim šefom.

#### 6. deo:
(ストーンオーシャン, 7. decembar 1999. – 8. april 2003.)
Šesti deo je smešten u 2011. u Green Dolphin St. zatvoru na Floridi u kojem se nalazi Džolin Kudžo koja je nepravedno osuđena zbog ubistva. Njen otac Džotaro dolazi u zatvor kako bi je upozorio da je to ubistvo bilo namešteno kako bi je ovde ubio jedan od Diovih sledbenika i zato poklanja joj ukras koji kasnije budi njen Stand. Zatvorski sveštenik Enriko Puči napada Džotara i Džolin i uzima Džotarova sećanja i njegov Stand koje njegov Stand pohranjuje u obliku CD-a. Džolin se udružuje sa zatvorenicom Ermes Kostelo kako bi povratile Džotarov Stand i zaustavile Pučijev plan da preuredi svemir po Diovim idealima.

### Druga stvarnost

#### 7. deo:
(スティール・ボール・ラン, 19. januar 2004. – 19. april 2011.)
Džajro Zepeli dolazi u Ameriku kako bi učestvovao u preko-kontinentalnoj konjskoj trci Steel Ball Run kako bi oslobodio nedužnog dečaka u svojoj rodnoj zemlji. Tamo upoznaje invalida Džonija Džoustara, nekadašnjeg američkog džokeja, i zadivljuje Džonija svojom tehnikom vrtenja čeličnih kugli zvanom Spin koja mu je dozvolila da ustane na kratko vreme nakon što je došao u dodir sa njegovom kuglom. Zajedno putuju od zapada do istoka Severne Amerike s jahačima iz svih krajeva sveta. Tamo nalaze deo tela Isusa Hrista koji Džoniju daje Stand i zagonetku koja će mu otkriti gde se nalaze ostali delovi tela. Nedugo nakon toga otkrivaju da je trka bila organizovana tako da pobednik pronađe sve delove i donese ih do cilja gde će mu ih oduzeti i dati predsedniku SAD-a Faniju Valentajnu koji je veliki patriota i planira iskoristiti njihove natprirodne moći kako bi pretvorio SAD u svetsku supersilu.

#### 8. deo:
(ジョジョリオン — Jojolion, 19. maj 2011. – 19. avgust 2021.)
Džodžolion je osmi i najduži deo serijala. Radnja je smeštena nakon prirodnih nepogoda koje su pogodile Japan i njegov izmišljeni grad Morio u 2011. godini. Jednog jutra studentkinja Jasuho Hirose pronalazi golog mladića koji je izgubio sva sećanja. Daje mu nadimak "Džosuke" i pomaže mu da otkrije svoj identitet. Nakon neuspele istrage Džosuke je primljen u dom porodice Higašikata. Džosuke primećuje da glava porodice Norisuke IV očito skriva nešto od njega, ali kasnije saznaje da je porodica Higašikata povezana sa porodicom Džoustar zbog Džonijevog braka sa ćerkom jednog od jahača koji se zvao Higašikata. Nedugo kasnije Džosuke i ostatak porodice ulazi u sukob sa kamenim ljudima koji planiraju da iskoriste natprirodne moći biljke rokakaka za svoje zle namere.

#### 9. deo:
(ザ・ジョジョランズ, 17. februar 2023. – danas)
Deveti deo prati Džoustar porodicu i potomke Džonijevog unuka. Priča je o momku koji se obogatio na suptropskim ostrvima.

## OVAepizode
Godine 1993. A.P.P.P. studio izbacuje 6 epizoda koje opisuju drugi deo trećeg dela Stardust Crusaders (dolazak u Egipat i borbu protiv Dia); kasnije 2000. izlazi još 7 epizoda koje je takođe adaptirao A.P.P.P. studio koje opisuju put do Egipta.
Između 20. septembra 2017. i 8. decembra 2019. godine izašle su još četiri OVA epizode pod nazivom Thus Spoke Kishibe Rohan koje opisuju svakodnevni život jednog od glavnih likova 4. dela, Rohana Kišibea.

## Literatura
- (5.7.2018.).  . Preuzeto 14.9.2019.
- . Preuzeto 14.9.2019.

## Spoljašnje veze
- (језик: јапански)
- (језик: јапански)
- (језик: јапански)
- (језик: јапански)